# What Hits!?
What Hits!? är ett samlingsalbum av Red Hot Chili Peppers som innehåller gruppens bästa låtar från 1980-talet samt en låt från det tidigare albumet Blood Sugar Sex Magik och en låt från soundtracket till filmen Pretty Woman.

## Låtlista
1. "Higher Ground" (Stevie Wonder) - 3:21
2. "Fight Like a Brave" - 3:47
3. "Behind The Sun" - 4:45
4. "Me And My Friends" - 3:05
5. "Backwoods" - 3:06
6. "True Men Don't Kill Coyotes" - 3:36
7. "Fire" (Jimi Hendrix) - 2:01
8. "Get Up And Jump" - 2:50
9. "Knock Me Down" - 3:43
10. "Under The Bridge" - 4:24
11. "Show Me Your Soul" (Pretty Woman) - 4:22
12. "If You Want Me to Stay" (Sly and the Family Stone) - 4:06
13. "Hollywood (Africa)" (The Meters) - 4:58
14. "Jungle Man" - 4:04
15. "The Brothers Cup" - 3:24
16. "Taste The Pain" - 4:34
17. "Catholic School Girls Rule" - 1:55
18. "Johnny, Kick a Hole In The Sky" - 5:10

En videoversion har släppts med följande musikvideor:
1. "Behind The Sun"
2. "Under The Bridge"
3. "Show Me Your Soul"
4. "Taste The Pain"
5. "Higher Ground"
6. "Knock Me Down"
7. "Fight Like a Brave"
8. "Jungle Man"
9. "True Men Don't Kill Coyotes"
10. "Catholic School Girls Rule"
11. "Fire" (live)
12. "Stone Cold Bush" (live)
13. "Special Secret Song Inside" (live)
14. "Subway to Venus" (live)